# Salmas
Salmas o Salamas (farsi سلماس), in curdo Dilmaqan è il capoluogo dello shahrestān di Salmas nell'Azerbaigian Occidentale. La popolazione, 79.560 abitanti nel 2006, è prevalentemente azera e assira.